# Pratovecchio
Pratovecchio település Olaszországban, Toszkána régióban, Arezzo megyében.  Pratovecchio Bagno di Romagna, Castel San Niccolò, Londa, Montemignaio, Pelago, Poppi, Rufina, Santa Sofia és Stia községekkel határos.

## Népesség
A település lakossága az elmúlt években az alábbi módon változott: